# Eiertrullern
Das Eiertrullern oder Eiertrüllen ist ein in Ostfriesland verbreiteter Brauch. Am Ostersonntag wird Eiertrullern von Kindern (und Erwachsenen) mit den zu Ostern erhaltenen hart gekochten Eiern am Deich, auf den Ostfriesischen Inseln in den Dünen, oder anderen zur Verfügung stehenden Erhebungen (zum Beispiel Plytenberg, Eierberge in Wallinghausen) gespielt. Man baut Bahnen in den Sand der Dünen und lässt die Eier auf diesen Bahnen herunterrollen. Sieger ist derjenige, dessen Ei am weitesten kommt und dabei unbeschädigt bleibt. Die Verlierer müssen ihre Eier an den Gewinner abgeben. Aus Naturschutzgründen wird „Eiertrullern“ heutzutage auch zu Ostern auf künstlich aufgeschütteten Sanddünen am Strand angeboten.
Ein weiterer in Ostfriesland in Zusammenhang mit dem Osterfest verbreiteter Brauch ist das Eierbicken. Hierbei schlagen zwei Kontrahenten ihre Ostereier gegeneinander. Wessen Ei dabei zuerst beschädigt wird, hat verloren.
In Teilen des Landkreises Leer werden die Eier auch geworfen.